# 富士川水系の汚泥投棄

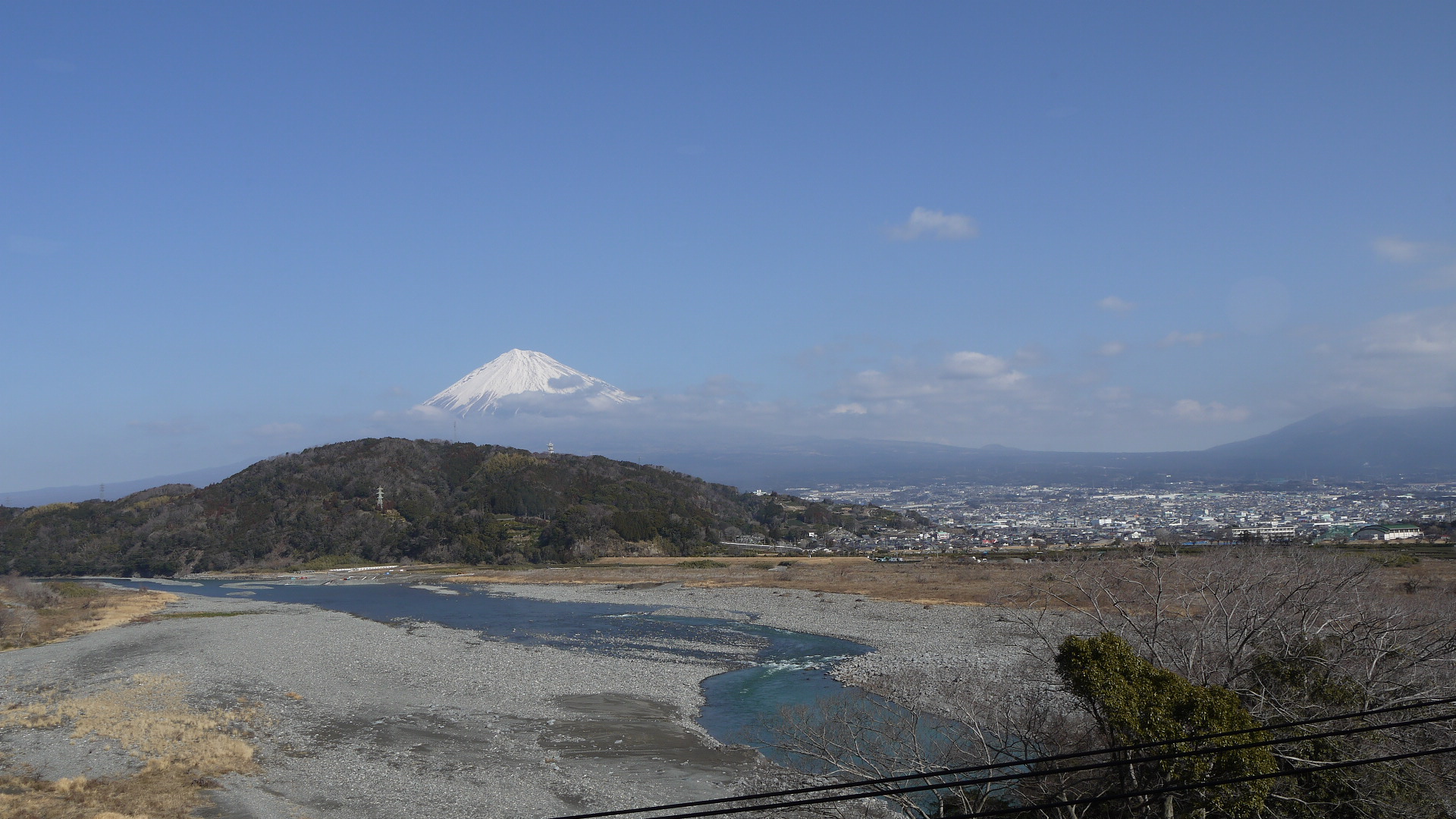
富士川

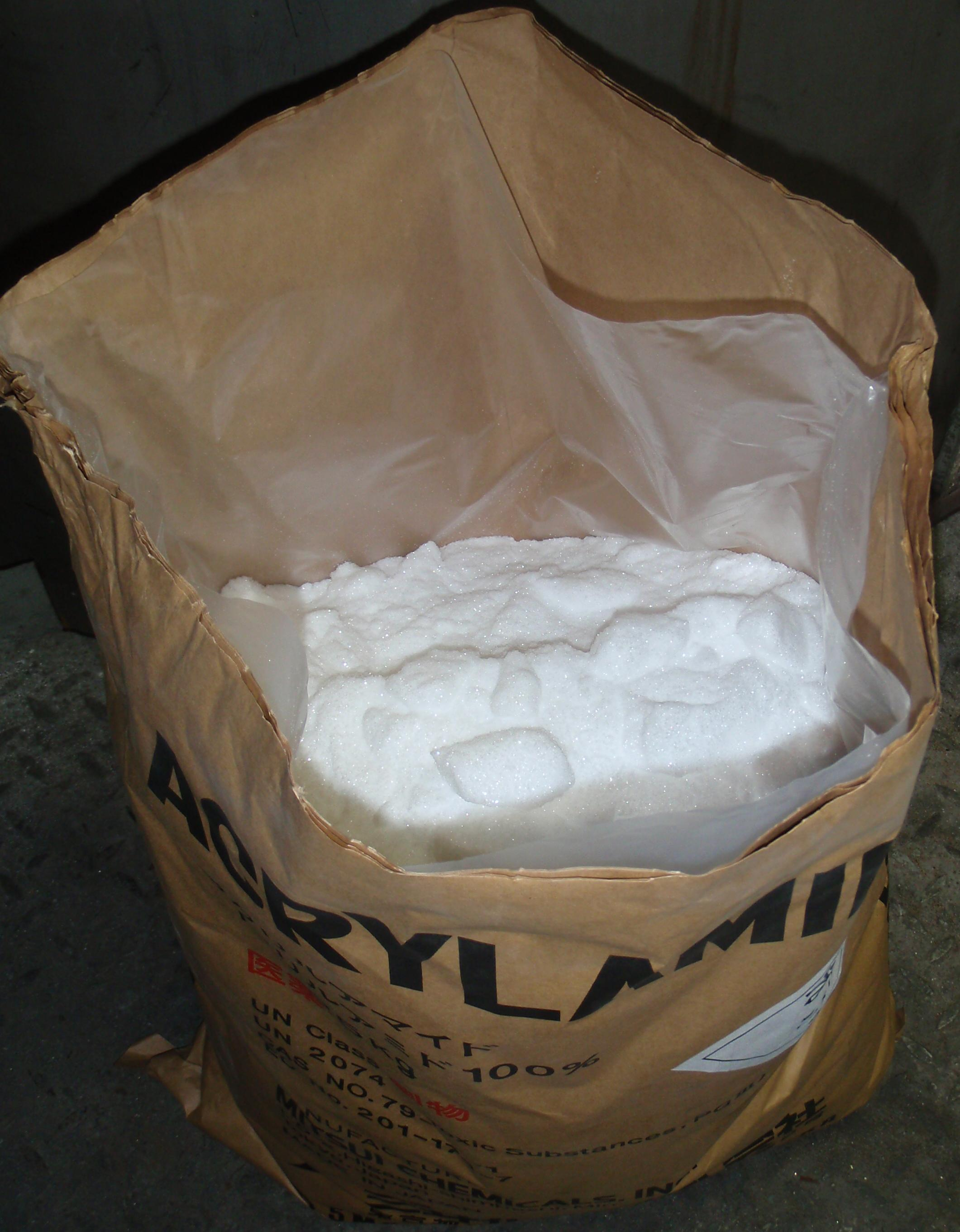
原因物質とみられるアクリルアミド

本項では富士川水系の汚泥投棄とその影響について説明する。山梨県と静岡県の富士川水系、駿河湾が汚染され、水に接触したヒトの皮膚がただれる、サクラエビが壊滅するなど、健康、産業など多岐にわたる被害が確認されている。公害の原因は日本軽金属関連会社によるアクリルアミドの流出と見られている。富士川で採取した泥土から高濃度のアクリルアミドが検出された。静岡新聞は日本軽金属の関連会社による不法投棄、環境汚染を長年追求しており、関係者の間ではこの事件は水俣病やイタイイタイ病に匹敵する大公害事件に発展する可能性があるとみなしていた。現在、市議会が国に対策を求める事態へと発展している。
アクリルアミドを原因とする同様の公害事件は高度経済成長の時代にも発生しており、70年代に福岡県で発生した新宮奇病と同様のものとみられる。アクリルアミドに暴露した人に異常な幻覚、麻痺などの神経症状が生じた。

## 概要
現場付近では日本軽金属が出資している採石業者であるニッケイ工業が砂利採掘を行っており、その際に劇物であるアクリルアミドポリマーが含まれる凝集剤や、魚毒性のあるアミン系凝集剤を大量に使用していた。業者はその後に残る高濃度の凝集剤が含まれる汚泥をダム直下の雨畑川に不法投棄(野積み)していた。そこからアクリルアミドが雨畑川へと流出したとみられる。上流の雨畑ダムで砂利を採取していた業者が使用していた凝集剤の成分と一致したことが確認された。
海洋科学者は川の底部汚泥にアクリルアミドが堆積していると推定している。
不法投棄は2019年7月の時点で静岡新聞によりスクープされていたが、それにもかかわらず、山梨県が業者に汚泥除去の勧告をしたのは3ヶ月後であった。さらに、業者が撤去した汚泥は、県に提出されていた使用量(3798立方メートル)の4分の1にも満たず、残りはすでに富士川へ流入しているとみられる。山梨県の長崎幸太郎知事は調査を表明している。静岡県の富士宮市議会は国と山梨、静岡両県に原因究明および河川調査、状況の改善を求めている。
その後の調査で、不法投棄された汚染汚泥の量は10年間で合計22トンにのぼると発表された。不法投棄は2009年から行われており、静岡新聞が2019年にスクープするまで10年間続いていた。
山梨県はこの件に対し消極的な姿勢を見せており、汚染の原因がニッケイ工業によるものであると認めておらず、また汚染汚泥の総量も公表していない。静岡県と国は調査継続を発表している一方、山梨県は山梨県内の河川の水質に関しては悪影響が見られないとの見方を示し水質調査の打ち切りを発表した。
一方で静岡新聞は山梨県側の漁業組合と日本軽金属との買収疑惑まで切り込んで報道している（後述）が、
静岡県・山梨県が合同調査した結果アクリルアミドの含有量が基準値以下との結果となり、またサクラエビの漁獲も2023年に回復の兆候が見られているが因果関係について触れていないことから（後述）、特にアクリルアミドについては静岡新聞に呼びかけを行なっているが一切応じていないことを含め
、山梨県知事から抗議の声明が発表されている。

## 汚染物質

### アクリルアミド系凝集剤
アクリルアミド系凝集剤にはアクリルアミドポリマーが含まれる。これが分解したものであるアクリルアミドモノマー、すなわちアクリルアミドは化学毒性を持ち、法で指定される劇物であり、人体に対する発がん性がある

。但し、不法投棄された汚泥に含まれているとされる凝集剤についてはアクリルアミドモノマーではなく、人体に無害なポリアクリルアミド（アクリルアミドポリマー）である
。

### 魚毒性のある凝集剤
アクリルアミド系の凝集剤だけでなく、魚毒性のあるアミン系凝集剤も大量に使用されていた。
水産資源への壊滅的被害の原因の一つとされている。

### 汚泥および土砂
通常の汚泥や土砂は化学的な毒性は有していないが、水系に流入した場合水を濁らせ、清浄度を大きく損ねる。
富士川水系は完全に濁り、下流には凝集剤でドロドロ、ヌルヌルになった土砂が大量に流れ込み、生態系を破壊した。
そのため、魚の産卵や生育に支障が生じ、サクラエビやアユは全滅状態となった。

### 土砂の流入及び成分
富士川下流の強い濁りは2011年9月以降に検出されているが、これは2011年9月の台風12号と台風15号の被害により御池の沢で大量に発生した土砂や、八潮崩れの山腹崩壊の影響と推測される。これらの影響により2021年の1年間においても95万tの懸濁物が富士川から駿河湾に流出したとの推測結果が得られた。懸濁物質については雨畑ダムの上流と下流において極端な変化はなく、その主成分はポリアクリルアミドのような有機物ではなく、鉱物由来の無機物であり2μm未満の粘土成分の微粒子であるため、河底やダム湖での沈降速度が遅く濁りの原因となったものと推測されている。併せて2021年における調査においては、アユの環境DNA濃度が佐波川や高津川と同程度であるため壊滅的な状態であるとは考えにくく、懸濁物質が河川生物に大きな影響を与えている証拠は得られていないとされて、静岡新聞の報道を否定する結論とされている。
また前述の2020年7月に発生した八潮崩れの拡大崩壊において稲又第三砂防堰堤が破損し、244.4万㎥の土砂が流出したと推測される被害を代表として、雨畑ダム上流に位置する雨畑川流域においては多数の山腹崩壊が以前より認められ、これらの土砂が雨畑川を伝い雨畑ダムに大量に流入している。

## 被害
このまま対策を講じない場合、100年近く汚染の影響が残るとされ、早急な対応が求められている。

### 健康被害
富士川流域でラフティングをしている人達の間では異常は知られており、皮膚がただれて靴が履けなくなったといった被害が報告されていた。ラフティングをしていた同僚10人全員が同様の症状を訴え、ラフティング仲間の間では「富士川病」と言われていた。

### 産業
サクラエビの主産卵場である駿河湾には富士川から汚泥で濁った灰色の水が流れ込み、サクラエビは壊滅し、記録的な不漁となっている。この記録的な不漁はニッケイ工業が不法投棄を開始した2009年から始まり、2022年現在も回復していない。資源量調査では0歳の幼齢エビを含め全く反応がなく、死の川と呼ばれている。
また、水質の清浄度における指標生物(マーカー生物)であるアユも資源量も顕著な減少を見せており、魚毒性の高い凝集剤の流出との関係が疑われる。農作物では、静岡県、山梨県では富士川水系の水で稲作をしており、不安の声が上がっている。

## 地元住民の証言
地元住民や地元の環境調査機関は以下のように証言している。
- 富士川本流では、足を踏み入れると腰まで沈むほどのドロドロヌルヌルした大量の汚泥が至る所に大量に堆積している。
- 10年前(ニッケイ工業が不法投棄を開始した時期)からカニもアユも全く見ない。
- 雨畑川、早川から川虫が消えた。1994年の調査から格段に悪化している。
- 山梨県は汚泥除去が完了したとしているが、全く改善されていない。
- 山梨県は採石業者が山積みしてあった汚泥を撤去しただけであり、過去に流した汚泥は除去されていない。

## 山梨県の姿勢
山梨県は富士川の汚染およびその原因が日本軽金属によるものであることを公式に認めておらず、堆積汚泥からアクリルアミドの量を検出、測定する方法が確立されておらず、原因の究明は困難であるという立場を取っている。
静岡新聞の取材に対し、山梨県の環境整備課は以下のように回答している。
- 富士川に堆積している粘着質の泥は、不法投棄の泥かは分からない
- 水質調査では環境基準をクリアしている
- 凝集剤の検出試験はしていないため、環境への影響については何も言えない
- 富士川流域は広いため、これ以上の調査は難しい

公害に対する静岡、山梨両県の共同発表資料について、両県の立場が一致せず、静岡県が「濁りの原因は上流からの土砂流入である可能性が高い」と独自に注釈を入れている。

## 静岡新聞の姿勢

### 静岡新聞による山梨県への強い批判
静岡新聞は山梨県の姿勢を強く批判している。ニッケイ工業の社長の前職は山梨県の治水課長であったことや、山梨県によるニッケイ工業への行政指導は流亡した分の除去が含まれていないこと、それにもかかわらず山梨県は「撤去完了」とし、刑事告発は行わない方針を示したこと、水質調査を終了するとした件などを激しく批判的に報道した。

### 日本軽金属による富士川漁協の買収疑惑
静岡新聞は、山梨県身延町に所在を置く富士川漁協が濁りの原因究明を行う姿勢を見せていないことに疑問を呈しており、追求姿勢を見せている。その後、静岡新聞は富士川漁協の内部資料を入手し、日本軽金属が富士川漁協に対し高額の補償金を提供していることスクープした。その額は年間1500万円で、これまでの4倍にのぼる額であった。静岡、山梨両県が実施した水質調査では、雨畑ダムで濁りの指標値が極めて高い数値を示していることに対しては、富士川漁協の組合長は「濁りの原因が日本軽金属による汚染汚泥であるとはいえず、今後調査する予定はない」としている。日本軽金属との補償金交渉を行った前組合長は取材に対し「濁りとは関係ない」と説明している。日本軽金属の大沢一之総務課長は補償金増額についての取材に対しコメントしていない。また、同課長は濁りの認識はなく、問題ないとしている。

### 科学的根拠に基づかない静岡新聞の報道
静岡新聞が富士川問題を提起する一方、静岡新聞の報道が誤っており世論のミスリードを促している事について、山梨県知事より「静岡新聞では、アクリルアミドポリマーが富士川下流域に残存しているという記事を複数回掲載しています。これは科学的に証明されていない、根拠のない記事であると言わざるを得ません。静岡新聞の誤った報道に対して強く抗議します」という声明が出されており、日本経済新聞や産経新聞においても、水質調査で検出された有害物質はいずれも人体や水生生物への影響がない程度だった事が報道されている。
これに併せて山梨県側は、「静岡新聞に対して報道の根拠となった分析方法の情報提供を繰り返しお願いしていますが、現時点まで具体的な協力を得られていません」というように、調査に対する静岡新聞の非協力な態度について同社を非難している。
また、サクラエビの不漁についても雨畑ダムの堆積物撤去が進んでいない中、2023年4月の初漁では豊漁となり、取引値が大幅に下がったことを静岡新聞が報じているが、これについて富士川水系の汚泥との因果関係について一切触れていない。なお、静岡新聞以外の静岡のメディアは静岡県水産・海洋技術研究所の解説を基に黒潮の蛇行など別の原因があるのではという報道を行なっている。